# Consigliere

Tablou care prezintă structura mafiei americane.

Consigliere (/ˌkɒnsɪliˈɛəreɪ/;  italiană: [konsiʎˈʎɛːre], plural consiglieri) este o funcție în cadrul structurii de conducere a mafiei siciliene, calabreze și americane. Termenul a fost popularizat în limba engleză de către romanul Nașul și ecranizarea sa din 1972. În lucrare, un consigliere este un consilier al capului familiei și are responsabilitatea să-l reprezinte pe acesta în întâlniri importante atât cu alți șefi de familii, cât și cu alte organizații criminale. Un consigliere reprezintă și un confident, un prieten apropiat și de încredere al liderului familiei, iar în unele cazuri chiar „mâna sa dreaptă”. Acesta este unul dintre puținii din familie care are dreptul să se certe cu șeful și are deseori obligația să pună la îndoială punctul său de vedere cu scopul de a se asigura că planurile formulate sunt infailibile. În unele definiții, acesta este lipsit de ambiție și oferă sfaturi imparțiale. Această imagine a unui consigliere nu corespunde însă cu ce presupune funcția în realitate din moment ce există puține informații despre natura acesteia.
Capul familiei, subșeful și consigliere constituie primele trei poziții dintr-o structură de conducere și în același timp o „administrație”. Se consideră că familia Genovese au inventat termenul de messaggero, persoană care are obligația de păstra legăturile cu celelalte familii ale mafiei americane.